# Troy, Kansas
Troy là một thành phố thuộc quận Doniphan, tiểu bang Kansas, Hoa Kỳ. Năm 2010, dân số của xã này là 1010 người.

## Khí hậu
| Dữ liệu khí hậu của Troy 3N, Kansas (1991–2020 normals, extremes 1950–present) | Dữ liệu khí hậu của Troy 3N, Kansas (1991–2020 normals, extremes 1950–present) | Dữ liệu khí hậu của Troy 3N, Kansas (1991–2020 normals, extremes 1950–present) | Dữ liệu khí hậu của Troy 3N, Kansas (1991–2020 normals, extremes 1950–present) | Dữ liệu khí hậu của Troy 3N, Kansas (1991–2020 normals, extremes 1950–present) | Dữ liệu khí hậu của Troy 3N, Kansas (1991–2020 normals, extremes 1950–present) | Dữ liệu khí hậu của Troy 3N, Kansas (1991–2020 normals, extremes 1950–present) | Dữ liệu khí hậu của Troy 3N, Kansas (1991–2020 normals, extremes 1950–present) | Dữ liệu khí hậu của Troy 3N, Kansas (1991–2020 normals, extremes 1950–present) | Dữ liệu khí hậu của Troy 3N, Kansas (1991–2020 normals, extremes 1950–present) | Dữ liệu khí hậu của Troy 3N, Kansas (1991–2020 normals, extremes 1950–present) | Dữ liệu khí hậu của Troy 3N, Kansas (1991–2020 normals, extremes 1950–present) | Dữ liệu khí hậu của Troy 3N, Kansas (1991–2020 normals, extremes 1950–present) | Dữ liệu khí hậu của Troy 3N, Kansas (1991–2020 normals, extremes 1950–present) |
| Tháng                                                                          | 1                                                                              | 2                                                                              | 3                                                                              | 4                                                                              | 5                                                                              | 6                                                                              | 7                                                                              | 8                                                                              | 9                                                                              | 10                                                                             | 11                                                                             | 12                                                                             | Năm                                                                            |
| ------------------------------------------------------------------------------ | ------------------------------------------------------------------------------ | ------------------------------------------------------------------------------ | ------------------------------------------------------------------------------ | ------------------------------------------------------------------------------ | ------------------------------------------------------------------------------ | ------------------------------------------------------------------------------ | ------------------------------------------------------------------------------ | ------------------------------------------------------------------------------ | ------------------------------------------------------------------------------ | ------------------------------------------------------------------------------ | ------------------------------------------------------------------------------ | ------------------------------------------------------------------------------ | ------------------------------------------------------------------------------ |
| Cao kỉ lục °F (°C)                                                             | 73 (23)                                                                        | 79 (26)                                                                        | 89 (32)                                                                        | 94 (34)                                                                        | 97 (36)                                                                        | 103 (39)                                                                       | 106 (41)                                                                       | 106 (41)                                                                       | 103 (39)                                                                       | 95 (35)                                                                        | 83 (28)                                                                        | 72 (22)                                                                        | 106 (41)                                                                       |
| Trung bình tối đa °F (°C)                                                      | 60.6 (15.9)                                                                    | 65.3 (18.5)                                                                    | 77.4 (25.2)                                                                    | 84.6 (29.2)                                                                    | 88.7 (31.5)                                                                    | 92.6 (33.7)                                                                    | 96.3 (35.7)                                                                    | 95.8 (35.4)                                                                    | 91.6 (33.1)                                                                    | 85.7 (29.8)                                                                    | 72.7 (22.6)                                                                    | 63.0 (17.2)                                                                    | 97.6 (36.4)                                                                    |
| Trung bình ngày tối đa °F (°C)                                                 | 36.0 (2.2)                                                                     | 41.5 (5.3)                                                                     | 53.7 (12.1)                                                                    | 64.5 (18.1)                                                                    | 74.2 (23.4)                                                                    | 82.9 (28.3)                                                                    | 86.7 (30.4)                                                                    | 85.4 (29.7)                                                                    | 78.7 (25.9)                                                                    | 67.0 (19.4)                                                                    | 52.5 (11.4)                                                                    | 40.0 (4.4)                                                                     | 63.6 (17.6)                                                                    |
| Trung bình ngày °F (°C)                                                        | 26.5 (−3.1)                                                                    | 31.2 (−0.4)                                                                    | 42.5 (5.8)                                                                     | 53.0 (11.7)                                                                    | 63.6 (17.6)                                                                    | 72.9 (22.7)                                                                    | 76.9 (24.9)                                                                    | 74.9 (23.8)                                                                    | 67.3 (19.6)                                                                    | 55.4 (13.0)                                                                    | 42.2 (5.7)                                                                     | 31.0 (−0.6)                                                                    | 53.1 (11.7)                                                                    |
| Tối thiểu trung bình ngày °F (°C)                                              | 17.0 (−8.3)                                                                    | 20.9 (−6.2)                                                                    | 31.2 (−0.4)                                                                    | 41.6 (5.3)                                                                     | 53.1 (11.7)                                                                    | 63.0 (17.2)                                                                    | 67.0 (19.4)                                                                    | 64.5 (18.1)                                                                    | 55.9 (13.3)                                                                    | 43.8 (6.6)                                                                     | 31.8 (−0.1)                                                                    | 22.0 (−5.6)                                                                    | 42.6 (5.9)                                                                     |
| Trung bình tối thiểu °F (°C)                                                   | −5.0 (−20.6)                                                                   | 1.3 (−17.1)                                                                    | 10.7 (−11.8)                                                                   | 25.4 (−3.7)                                                                    | 38.0 (3.3)                                                                     | 49.5 (9.7)                                                                     | 54.8 (12.7)                                                                    | 52.6 (11.4)                                                                    | 38.6 (3.7)                                                                     | 26.0 (−3.3)                                                                    | 14.4 (−9.8)                                                                    | 1.8 (−16.8)                                                                    | −8.4 (−22.4)                                                                   |
| Thấp kỉ lục °F (°C)                                                            | −18 (−28)                                                                      | −23 (−31)                                                                      | −13 (−25)                                                                      | 8 (−13)                                                                        | 26 (−3)                                                                        | 40 (4)                                                                         | 45 (7)                                                                         | 43 (6)                                                                         | 30 (−1)                                                                        | 17 (−8)                                                                        | −7 (−22)                                                                       | −22 (−30)                                                                      | −23 (−31)                                                                      |
| Lượng Giáng thủy trung bình inches (mm)                                        | 0.97 (25)                                                                      | 1.37 (35)                                                                      | 2.23 (57)                                                                      | 3.75 (95)                                                                      | 5.13 (130)                                                                     | 4.50 (114)                                                                     | 5.00 (127)                                                                     | 3.90 (99)                                                                      | 3.40 (86)                                                                      | 3.06 (78)                                                                      | 1.96 (50)                                                                      | 1.57 (40)                                                                      | 36.84 (936)                                                                    |
| Lượng tuyết rơi trung bình inches (cm)                                         | 5.5 (14)                                                                       | 5.9 (15)                                                                       | 2.2 (5.6)                                                                      | 0.8 (2.0)                                                                      | 0.1 (0.25)                                                                     | 0.0 (0.0)                                                                      | 0.0 (0.0)                                                                      | 0.0 (0.0)                                                                      | 0.0 (0.0)                                                                      | 0.3 (0.76)                                                                     | 1.3 (3.3)                                                                      | 5.0 (13)                                                                       | 21.1 (54)                                                                      |
| Số ngày giáng thủy trung bình (≥ 0.01 in)                                      | 6.6                                                                            | 6.4                                                                            | 8.8                                                                            | 10.5                                                                           | 11.5                                                                           | 10.3                                                                           | 9.4                                                                            | 8.6                                                                            | 8.0                                                                            | 8.2                                                                            | 6.2                                                                            | 6.4                                                                            | 100.9                                                                          |
| Số ngày tuyết rơi trung bình (≥ 0.1 in)                                        | 3.7                                                                            | 3.2                                                                            | 1.7                                                                            | 0.5                                                                            | 0.0                                                                            | 0.0                                                                            | 0.0                                                                            | 0.0                                                                            | 0.0                                                                            | 0.2                                                                            | 0.8                                                                            | 3.1                                                                            | 13.2                                                                           |
| Nguồn: NOAA                                                                    |                                                                                |                                                                                |                                                                                |                                                                                |                                                                                |                                                                                |                                                                                |                                                                                |                                                                                |                                                                                |                                                                                |                                                                                |                                                                                |